# Teilhet, Puy-de-Dôme
Teilhet är en kommun i departementet Puy-de-Dôme i regionen Auvergne-Rhône-Alpes i centrala Frankrike. Kommunen ligger i kantonen Menat som tillhör arrondissementet Riom. År 2022 hade Teilhet 283 invånare.

## Befolkningsutveckling
Antalet invånare i kommunen Teilhet
| Referens: INSEE |